# براكين الطين

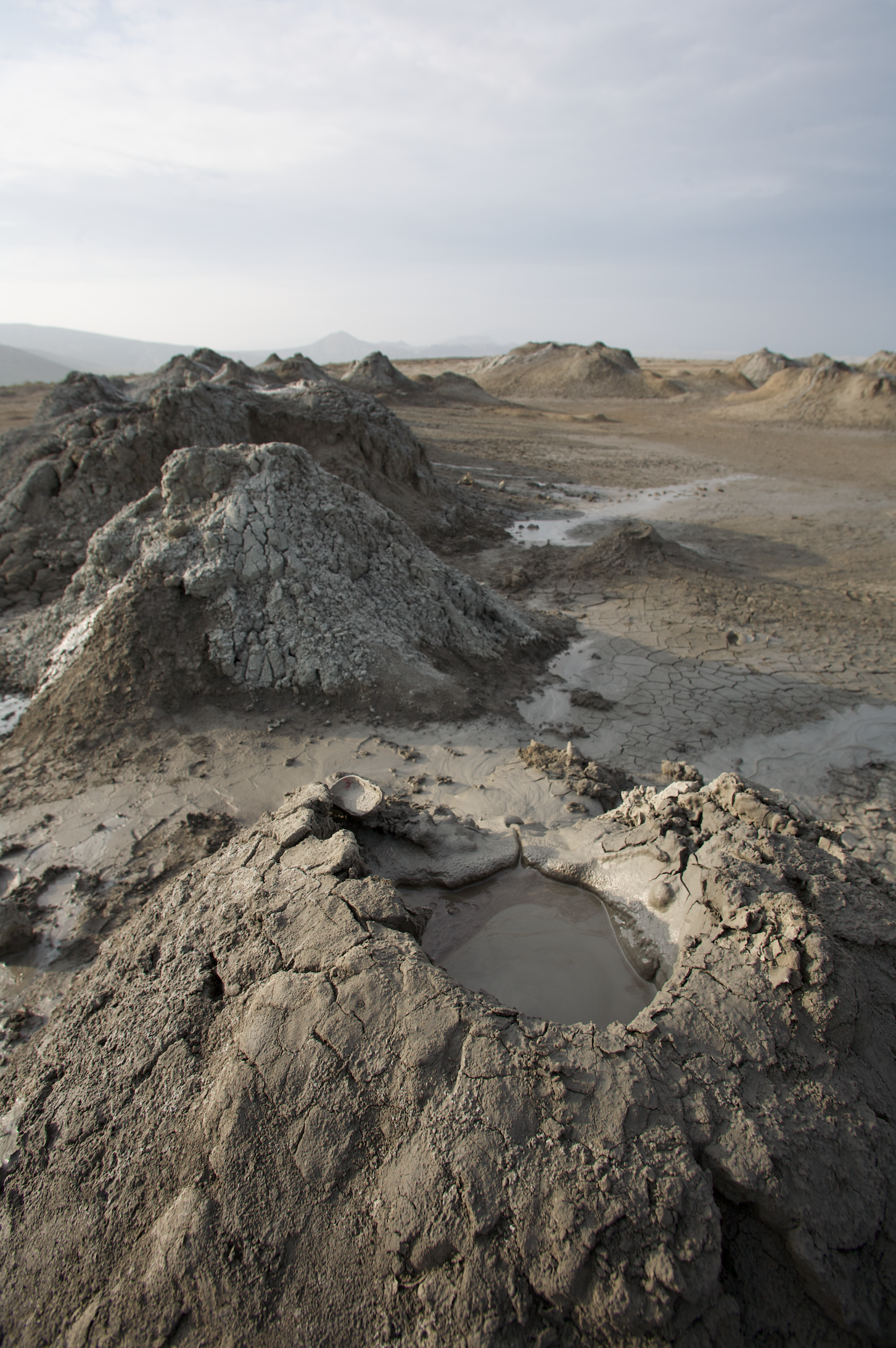
عدة براكين طينية في (Gobustan Rock Art Cultural Landscape,Gobustan)، أذربيجان

هي تكوينات تشكلها الإفرازات الجيولوجية من السوائل والغازات، علمًا أنّ هناك عدّة عمليّات أخرى تسبّب هذه التكوينات. ويُقدّر وجود 300 بركان طيني في غوبوستان وآذربيجان وبحر قزوين من أصل 700 موجودة على الكرة الأرضية. وتنبعث البراكين في آذربيجان من خزان طين عميق متّصل بسطح الأرض، وذلك حتّى في فترات السبات والهدوء حين يبدو أنّ تسرّب المياه نابع من مصدر عميق. ترتفع حرارة هذه المياه 2 إلى 3 درجات مئوية فوق درجة الحرارة المحيطة. يُذكر أنّه في سنة 2001، إنفجر بركان طيني على بعد 15 كيلومترًا من باكو وأحدث ضجة كبيرة في وسائل الإعلام العالمية إذ بلغ ارتفاع لهبه 15 مترًا.